# Giuseppe Del Papa
Giuseppe Del Papa (Empoli, 1 de março de 1648 – Florença, 13 de março de 1735) foi um médico, filósofo e lógico italiano.

## Obras
- Lettera nella quale si discorre se il fuoco e la luce siano una cosa medesima (em italiano). Florença: Giovanni Antonio Bonardi. 1675
- Della natura dell'umido e del secco (em italiano). Florença: Vincenzo Vangelisti. 1681
- Trattati varj fatti in diverse occasioni (em italiano). Florença: Giovanni Gaetano Tartini & Santi Franchi. 1734